# Lasiurus pfeifferi
Lasiurus pfeifferi — вид рукокрилих, родини Лиликові.

## Поширення, поведінка
Країни проживання: Куба. 
Вид комахоїдний. Активність, імовірно, присмеркова, про що свідчать кілька спостережень.

## Загрози й охорона
Як зазвичай повідомляється для інших кажанів Карибського басейну, сувора погода (наприклад, урагани) може бути головною загрозою для місцевого населення. Також щільність людського населення на острові й перетворення середовища проживання.
Вид зустрічається в заповідних районах Куби.